# Euromedic
Euromedic International este o companie de servicii medicale din Țările de Jos, avându-i ca acționari pe Merrill Lynch Global Private Equity, Ares Life Sciences și Montagu Private Equity.
Compania operează 185 de centre de diagnostic și dializă în Polonia, Ungaria, România, Bosnia și Herțegovina, Croația, Grecia, Italia, Turcia, Republica Cehă, Federația Rusă, Portugalia, Irlanda, Marea Britanie, Bulgaria și Elveția.
Activitatile Euromedic sunt împărțite în cinci divizii: Euromedic Diagnostics operează centre de diagnostic, International Dialysis Centres prestează servicii de dializă și suport nefrologic, Euromedic Labs furnizează analize medicale de laborator, Euromedic Training furnizează și pregătește personalul medical și coordonează serviciile de teleradiologie și a cincea divizie, înființată în 2008, este specializată în Centre de Tratament al Cancerului.
Număr de angajați în 2008: 4.500

## Euromedic în România
În România, Euromedic are opt centre de diagnostic imagistic la Arad, Constanța, Petroșani, Fundeni, București, Medgidia, Pașcani, Iași și Focșani.
Număr de angajați în 2009: 500
Cifra de afaceri în 2008: 14 milioane euro -  dublu față de 2007